# Surat
Surat (en gujarati: સુરત, en hindi: सुरतै) és una ciutat portuària i municipi a l'estat de Gujarat, a l'oest de l'Índia, capital del districte de Surat. Surat té una població aproximada de 4.462.002 habitants d'acord amb estimacions del 2011, i és una de les ciutats més poblades de l'Índia. És a la riba sud del Tapti a uns 15 km de la costa.

## Etimologia
El relat tradicional és que Surat va ser construït per un ric comerciant hindú anomenat Gopi al voltant de l'any 1500. Al principi, el poble no tenia nom i simplement s'anomenava "el lloc nou". Gopi va consultar amb astròlegs, que van suggerir el nom "Suraj", o "Suryapur", o "ciutat del sol". Gopi va enviar una sol·licitud al rei sense nom de Gujarat perquè aquest fos el nom de la nova ciutat, però el nom feia massa olor d'hinduisme per al rei musulmà, així que el va modificar a Surat després de la paraula sura, que és el nom dels capítols. de l'Alcorà. Tanmateix, els noms Suryapur i Surat s'esmenten a les fonts abans de 1500, de manera que tant el nom com la ciutat són anteriors a l'època de Gopi.
Duarte Barbosa va descriure Surat com a Suratt. Jacob Peeters es va referir a Surat com Sourratte, que és un nom holandès. Hi ha molts altres noms de Surat a la història. Surat es coneix com a Surrat, Surate o Soorat en alguna literatura.

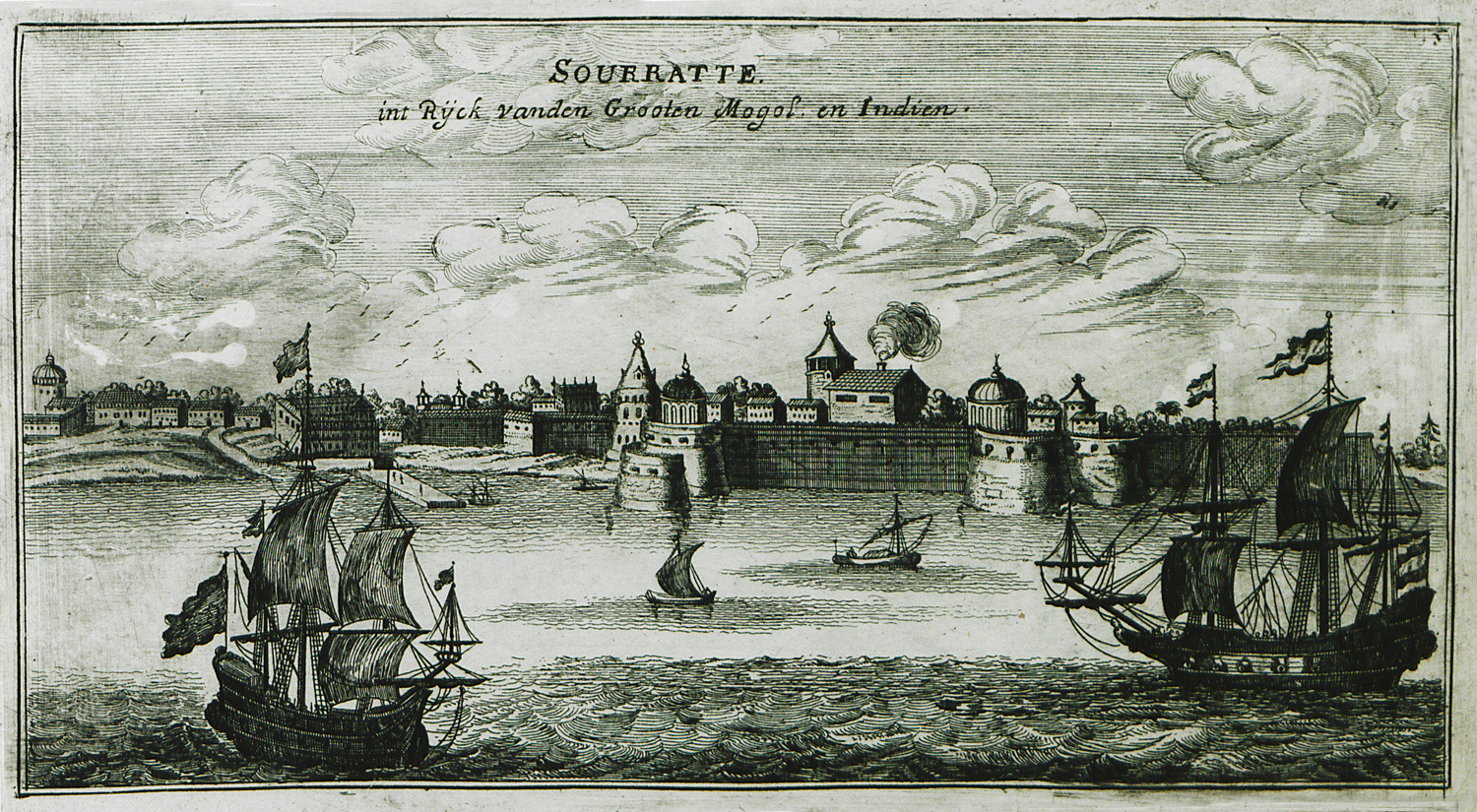
Surat el 1690

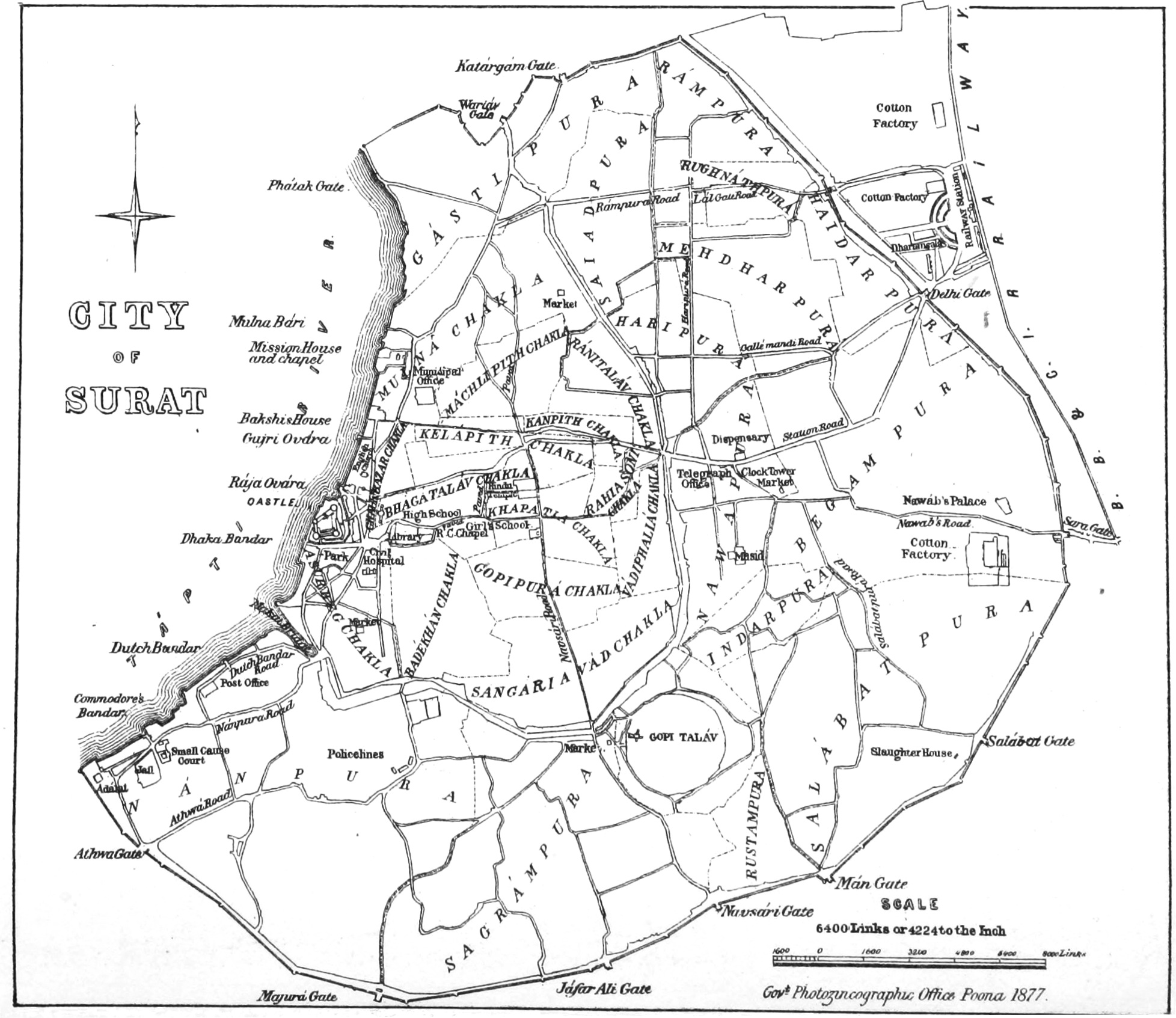
Surat el 1877

## Història
La presència d'assentaments a Surat es remunta al 3000 aC. La mitologia índia indica que Krishna aturà amb les seves vaques en el seu viatge de Mathura a Dwarka i deixant en un lloc anomenat "Gai Pagli" rastre del pas de les vaques, imatges que són venerades pels devots; "Gai Pagli" significa petjades de vaques. Claudi Ptolemeu parla del comerç de Pulipula que podria ser Phulpada, el barri sagrat de Surat. Firuz Shah hi va fundar una fortalesa defensiva contra els bhils el 1373. Tanmateix, Surat no es desenvoluparia sinó fins als últims anys del segle xv o començament del segle xvi. En aquests anys, Rander era un important centre comercial on s'havien assentat àrabs des del segle xi i que comerciava espècies, seda… i porcellana amb Malaca, Xina i Sumatra. Tanmateix, Rander es va veure afectada per incursions portugueses el segle xvi que la portaren a una davallada que va provocar que Surat, que havia sigut restaurada (1496-1520) per Gopi, un ric comerciant local, adquirís importància. Els portuguesos la van atacar el 1512. Vers el 1514 el viatger portuguès Duarte Barbosa havia descrit Surat com un port important, freqüentat per molts vaixells que provenien de Malaiàlam i d'altres parts del món. Altres atacs portuguesos foren el 1530 i 1531. Mahmud III de Gujarat va fer aixecar una fortalesa al seu oficial turc Khudawand Khan el 1540. La ciutat moderna fou planificada i construïda al costat del port de comerç per aquest Khudawand Khan, autor també de la mesquita que encara es conserva (se'n conserva una altra, la de Sayyid Djafar Aydarus, però és d'un segle després, de 1639). El 1572 va passar a mans dels mirzes revoltats contra els mogols; el gener de 1573 Akbar la va atacar i la va assetjar durant un any o sis setmanes; llavors la comarca de Surat incloïa 993 pobles.
Fou fortalesa militar sota mogols i durant un segle va gaudir de tranquil·litat i prosperitat només alterat per la conquesta de la ciutat el 1609 per Malik Ambar, el visir habshi dels nizamshàhides d'Ahmadnagar, just un any després de l'arribada del primer vaixell anglès al seu port el 1608; els anglesos van trobar dificultats per establir una factoria per l'oposició portuguesa, però ho van aconseguir i els fou reconegut per un tractat signat a Agra entre Sir Thomas Roe i l'emperador Jahangir el 1618; al mateix temps els holandesos van establir una factoria que fou la més important que van tenir a l'Índia. A mitjan segle XVII tenia uns dos-cents mil habitants i era el port de partida els pelegrins musulmans indis cap a la Meca; destacava també per les estores i el cotó. Els francesos van obrir una factoria el 1667. En el regnat d'Aurangzeb (1658-1707) fou objectiu dels atacs marathes dirigits per Sivaji, el primer cop el 1664; encara que no va afectar les factories anglesa i holandesa, la importància de Surat va començar a decaure pel creixement de Bombai (on la Companyia Anglesa de les Índies Orientals va instal·lar la seu operacional occidental el 1687); llavors les ràtzies marathes tenien lloc cada any; als primers anys del segle xviii hi va haver un període de conflictes locals de 27 anys: el 1733 el governador mogol Taght Bakht Khan es va declarar independent i la seva família va conservar la ciutat fins al 1759 quan una expedició britànica (amb ajut maratha des de Bombai va ocupar Surat; els nawabs locals van restar sobirans fins a l'annexió a la presidència de Bombai el 15 de maig de 1800. La ciutat de Rander era llavors a la riba oposada del riu i és avui dia part de la mateixa Surat.
El 1813 la fam al Gujarat la va afectar greument. L'abril de 1837 un foc durant tres dies va destruir la ciutat i suburbis. Al temps de les pluges del mateix any el Tapti es va desbordar i va causar molts danys a la ciutat i rodalia. Després d'això centenars de comerciants van abandonar Surat cap a Bombai. Es diu que entre dos terços i tres quarts de la ciutat havien estat destruïts als darrers anys. El 1844 fou teatre de forts disturbis causat per la protesta contra la imposició d'una nova taxa a la sal per part del governador de Bombai (aquesta taxa havia de compensar la supressió dels drets de trànsit dels productes manufacturats, però afectava durament als pescadors pobres que vivien de salar les seves captures). La ciutat va viure un temps de prosperitat a causa del ferrocarril (a partir del 1858) i en pujar el preu del cotó per la guerra civil americana. El 1862 les tropes britàniques foren retirades i la municipalitat es va formar tot seguit. El 1869 la municipalitat va començar obres per protegir la ciutat contra les inundacions el que no va impedir una nova inundació el 1883. El 1889 fou afectada per un altre foc.
El 1971 tenia 470.000 habitants. El 1992 va haver-hi enfrontaments violents entre hindús i musulmans i el 1994 una epidèmia de pesta. La comunitat parsi és la principal de l'Índia i disposa de cinc temples; també hi ha una forta comunitat ismaïlita bohora i el dai mutlak de la branca dawdita té seu a Surat encara que generalment resideix a Bombai.

## Geografia
La ciutat se situa al marge esquerre del riu Tapti, a 22 km de la desembocadura. Si bé és una ciutat amb port, aquest ha estat damnat pel riu, per això s'empra com a port el de Hazira, a l'àrea metropolitana de Surat a una altura de 13 msnm.

### Clima
El clima és tropical i les pluges monzòniques abundants presenten una precipitació pluvial mitjana de 2.500 mm cada any.
- Temperatura hinvernal: màx. 31 °C, mín. 12 °C.
- Temperatura d'estiu: màx. 42 °C, mín. 24 °C.
- Temperatura (mitjans de juny a mitjans de setembre): 931,9 mm.
- Temperatura mínima absoluta: 7 °C.
- Temperatura màxima absoluta: 45 °C.

## Demografia
| 2000      | 2011      | 2016      |
| 2.811.614 | 4.467.797 | 5.935.000 |

El 1797 s'estimaven 800.000 habitants (probablement xifra exagerada). El 1811 havien baixat a 250.000 i el 1816 a 124.406; el 1847 eren només 80.000, però després va tornar a pujar: el 851 a 89.505, el 1872 a 107.855, el 1881 a 109.844, el 1891 a 109.229 i el 1901 a 119.306.

## Economia

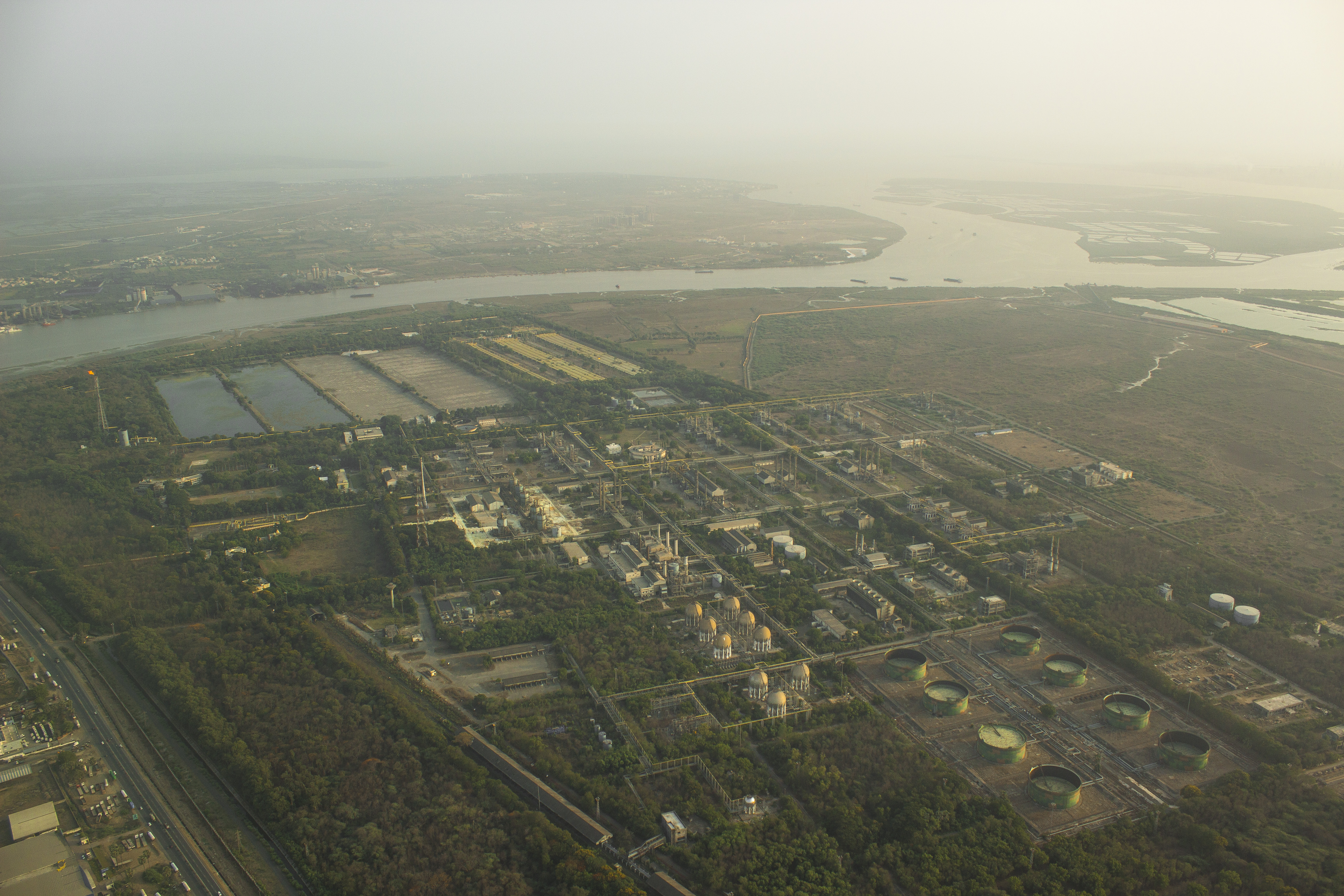
Planta d'ONGC a Hazira

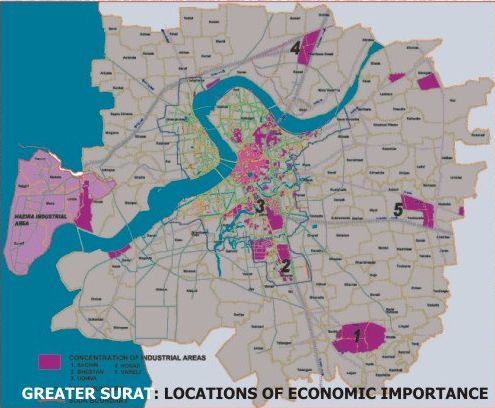
Mapa de centres econòmics i indústries de Surat metropolità

Surat va ocupar el 9è lloc a l'Índia amb un PIB de 2,60 milions de milions de dòlars l'any fiscal 2016 (40.000 milions de dòlars el 2016). El PIB de Surat el 2020 serà d'uns 57.000 milions de dòlars estimat per The City Mayors Foundation, un grup de reflexió internacional sobre afers urbans. Surat és un centre important de tall i poliment de diamants. Els primers tallers de diamants a Gujarat van aparèixer a Surat i Navasari a finals de la Dècada del 1950. El grup principal que treballa en aquesta indústria és la gent de la regió de Saurashtra de Gujarat. A causa de la demanda al mercat americà des de principis dels anys setanta fins a mitjans dels vuitanta (amb només una breu recessió el 1979), la indústria del diamant de Surat va créixer enormement. Actualment, la majoria dels tallers de poliment de diamants estan en funcionament a la zona de Varachha de Surat, majoritàriament per la gent de la comunitat Patel. A tot el món, 8 de cada 10 diamants del mercat van ser tallats i polits a Surat. Aquesta indústria guanya a l'Índia uns 10.000 milions de dòlars en exportacions anuals. Això va disminuir un 18% el 2019 a causa de la reducció de la demanda de diamants. El descens va continuar el 2020 quan la indústria va tancar durant uns mesos a causa de la pandèmia de COVID-19 a l'Índia. Un llegat d'antics vincles comercials holandesos, va començar després que un empresari de Surti tornés de l'Àfrica oriental portant talladors de diamants. Els diamants en brut s'extreuen a Sud-àfrica i altres regions del continent africà, i des d'aquí van com a gemmes llises fins a Anvers, Bèlgica, on el comerç internacional de diamants és dirigit principalment per jueus hassídics i jains de Palanpur, al nord de Gujarat. L'economia de Surat prové d'una sèrie de camps de la indústria i la fabricació com ara diamants, tèxtils, petroquímics, construcció naval, automòbil, port, etc.

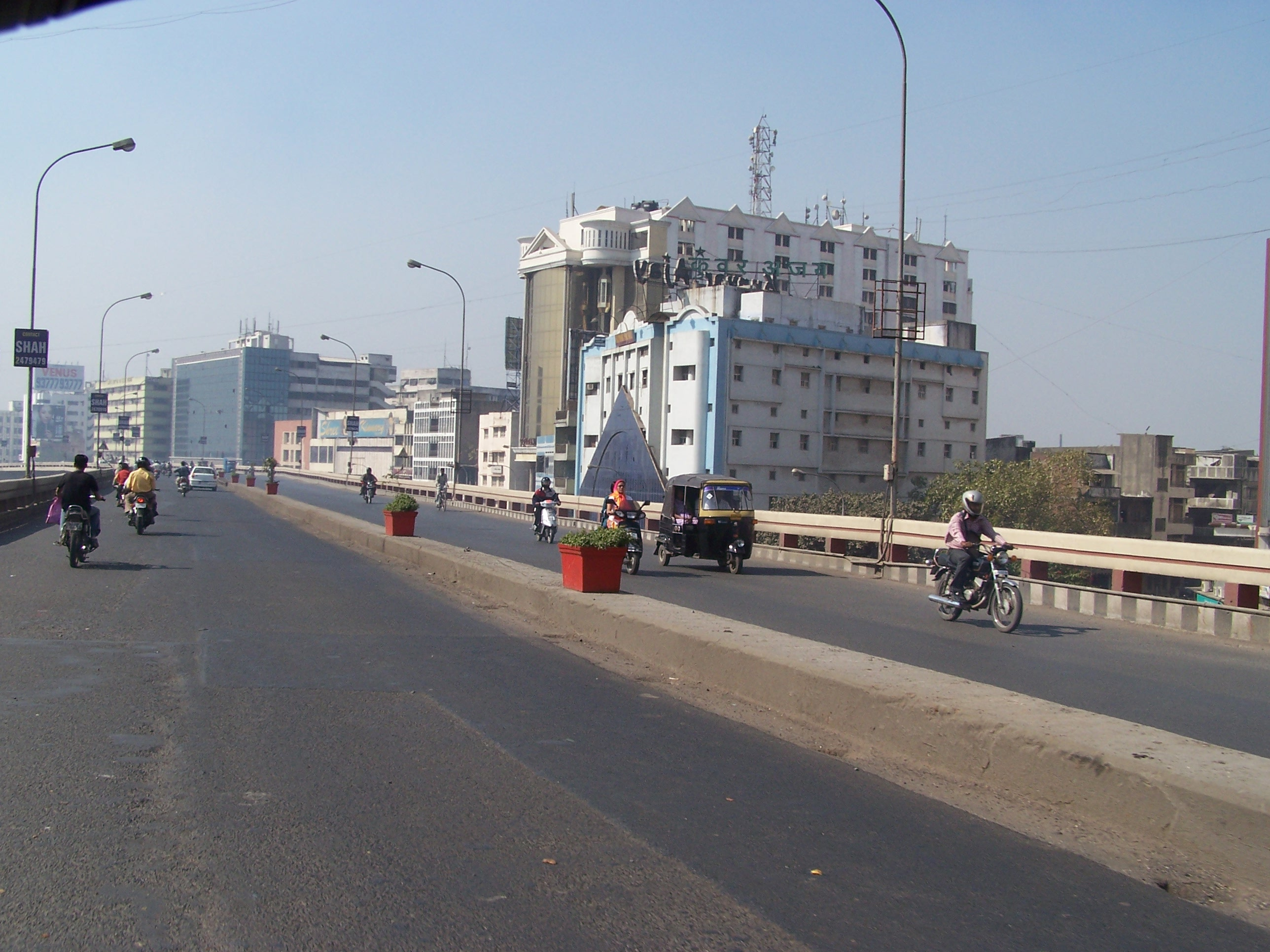
Carretera de circumval·lació del districte tèxtil de Surat el 2007

Com que és conegut per produir tèxtils, inclosa la seda, Surat és conegut com el centre tèxtil de la nació o la ciutat de la seda de l'Índia. És molt famós pels seus molins de cotó i l'artesania Surat Zari. Surat és el centre més gran de MMF (fibra artificial) a l'Índia. Compta amb un total de 381 fàbriques de tint i estampació i 41.100 telers elèctrics. Hi ha més de cent mil unitats i molins en total. La facturació anual global és d'uns 5.000 milions de rupies. Hi ha més de 800 majoristes de roba a Surat. És el fabricant de roba més gran de l'Índia i el material de vestit Surti es pot trobar a qualsevol estat de l'Índia. Surat produeix 9 milions de metres de teixit anualment, que representa el 60% de la producció total de tela de polièster a l'Índia. Ara la ciutat es centra en augmentar les exportacions del seu tèxtil.
Surat és una ciutat portuària, i s'ha convertit en un important centre comercial i industrial de l'Índia. És la llar de moltes empreses com ara Oil and Natural Gas Corporation, Reliance Industries (Hazira Manufacturing Division), Essar Steel, Larsen &amp; Toubro, Krishak Bharati Cooperative, NTPC Limited, Bharat Petroleum, Indian Oil Corporation, UltraTech Cement, Shell, GAIL, GSEG, Gujarat State Petroleum Corporation, Hero MotoCorp, etc. El port de Hazira es troba a Hazira, un suburbi industrial on es troben la majoria de les indústries, mentre que una altra regió és Magdalla que també es desenvolupa com a Port de Magdalla.
El govern de Gujarat planeja un altre projecte a prop de Surat similar al Gujarat International Finance Tec-City (GIFT). El ministre en cap ha suggerit que el govern vol desenvolupar DREAM per tenir un hotel de cinc estrelles, banc, informàtica, casa comercial corporativa, zona d'entreteniment i altres instal·lacions, mentre que la Surat Diamond Bourse (SDB) hi tindrà la seu. L'assignació de terres de Khajod per al projecte és convenient per al govern de l'estat perquè tenen 2,000 acres (810 ha) de terreny disponible. El Centre de Comerç, situat a prop del poble de Sarsana, tindrà un 100,160 m sala amb aire condicionat sense pilars amb un 90 by 35 m (295 per 115 ft) cúpula sense pilars.

### Empreses de TI

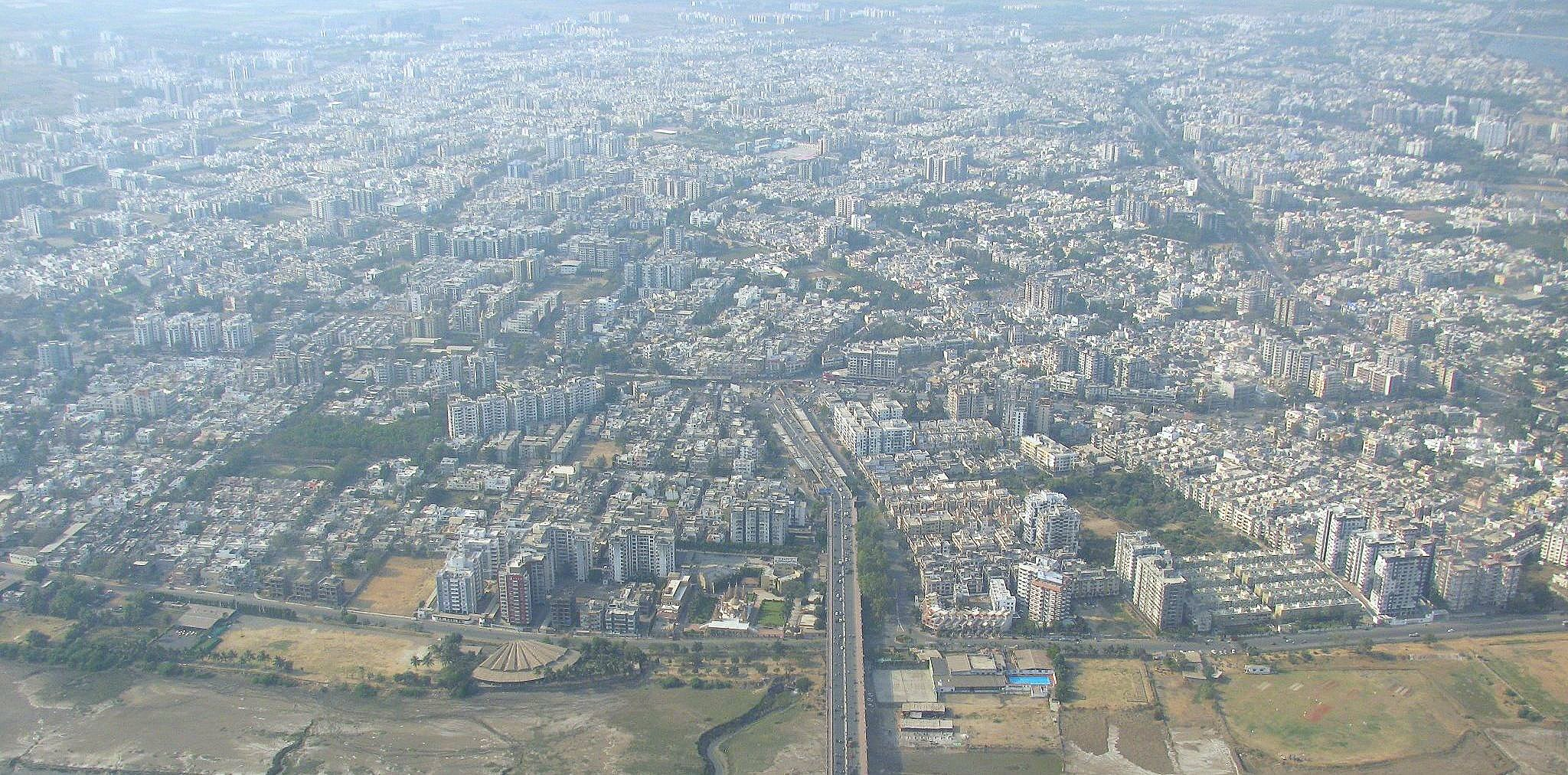
Vista aèria de Surat, Adajan Side. El pont Sardar Patel al riu Tapti és visible al mig

Hi ha moltes empreses de TI domèstiques per a pimes presents a Surat. Empreses de MNC com IBM, HCL tenen sucursals satèl·lits o virtuals a Surat. El 14 de febrer de 2014, el govern de Gujarat DST va lliurar STPI Surat a Bhestan-Jiav Road, Bhestan Near Udhana-Sachin BRTS Route. L'administració de la ciutat de Surat demanarà la creació d'un centre de tecnologia de la informació (TI) i un Institut Indi de Tecnologia de la Informació (IIIT) als afores de la ciutat. La iniciativa de Microsoft CityNext s'ha vinculat amb les majors de serveis informàtics Tata Consultancy Services i Wipro per aprofitar la tecnologia per al creixement sostenible de les ciutats de l'Índia. La primera ciutat intel·ligent de TI de l'Índia és constituïda per la iniciativa Microsoft CityNext a Surat, Gujarat. El 2011, Surat va acollir el primer Microsoft DreamSpark Yatra de l'Índia (un esdeveniment tecnològic) amb ponents de la seu de Microsoft a Redmond, Washington. L'esdeveniment va ser organitzat per l'exsoci estudiant de Microsoft Samarth Zankharia. El maig de 2015, el gegant tecnològic IBM va escollir Surat entre 16 ubicacions globals per al seu programa de ciutats intel·ligents per ajudar-los a afrontar reptes com la gestió de residus, la gestió de desastres i els serveis als ciutadans. En el marc del programa, IBM enviarà un equip d'experts a cadascuna de les ciutats escollides on passaran tres setmanes treballant estretament amb el personal de la ciutat analitzant dades sobre problemes crítics als quals s'enfronten els seus ens locals; la cooperació va continuar el 2016.

## Ciutats satel·lits
Ciutat Metropolitana amb una regió de 4.207 km² té diverses ciutats satel·lits entre 20 i 100 km.
- Sachin,
- Bardoli,
- Hazira,
- Billimora,
- Gandevi,
- Kanakpur-Kansad,
- Palsana,
- Kadodara,
- Kosamba.

## Llocs interessants
- Temple jainista Chintamani
- Jardí holandès
- Fortalesa
- Museu Sardar Patel
- Rangupavan, teatre a l'aire lliure
- Gaurav Path, àrea comercial al voltant d'una carretera
- Choppati, jardins
- Udhana, ciutat industrial
- Saputara, estació de muntanya
- Parc nacional de Vansda
- Platges
- Navsari, ciutat bessona al sud
- Sanjan, on els parsis van desembarcar per primer cop
- Cementisis holandès i anglès
- Ciutat de la ciència
- Església anglesa de 1820 construïda pel bisbe Heber i consagrada el 17 d'abril de 1825
- Església catòlica (portuguesa)
- Església armènia
- Mesquites diverses entre les quals la Nav Saiyid Sahib a la riba del llac Gopi, la mesquita Sayyid Edroos (de 1639) i la mesquita Mirza Sami
- Temples hindús entre els quals el Gosavi Maharaja de 1695 i dues capelles dedicades al Hanuman
- Mausoleu de Sir George Oxenden i de Christopher Oxenden morts el 1659 i 1669
- Mausoleu de Francis Breton, President de Surat, mort el 1649.
- Tomba del Baró Van Reede, Commissari general de la Companyia de les Índies Orientals de les Províncies Unides, mort el 1691.

## Galeria de fotos

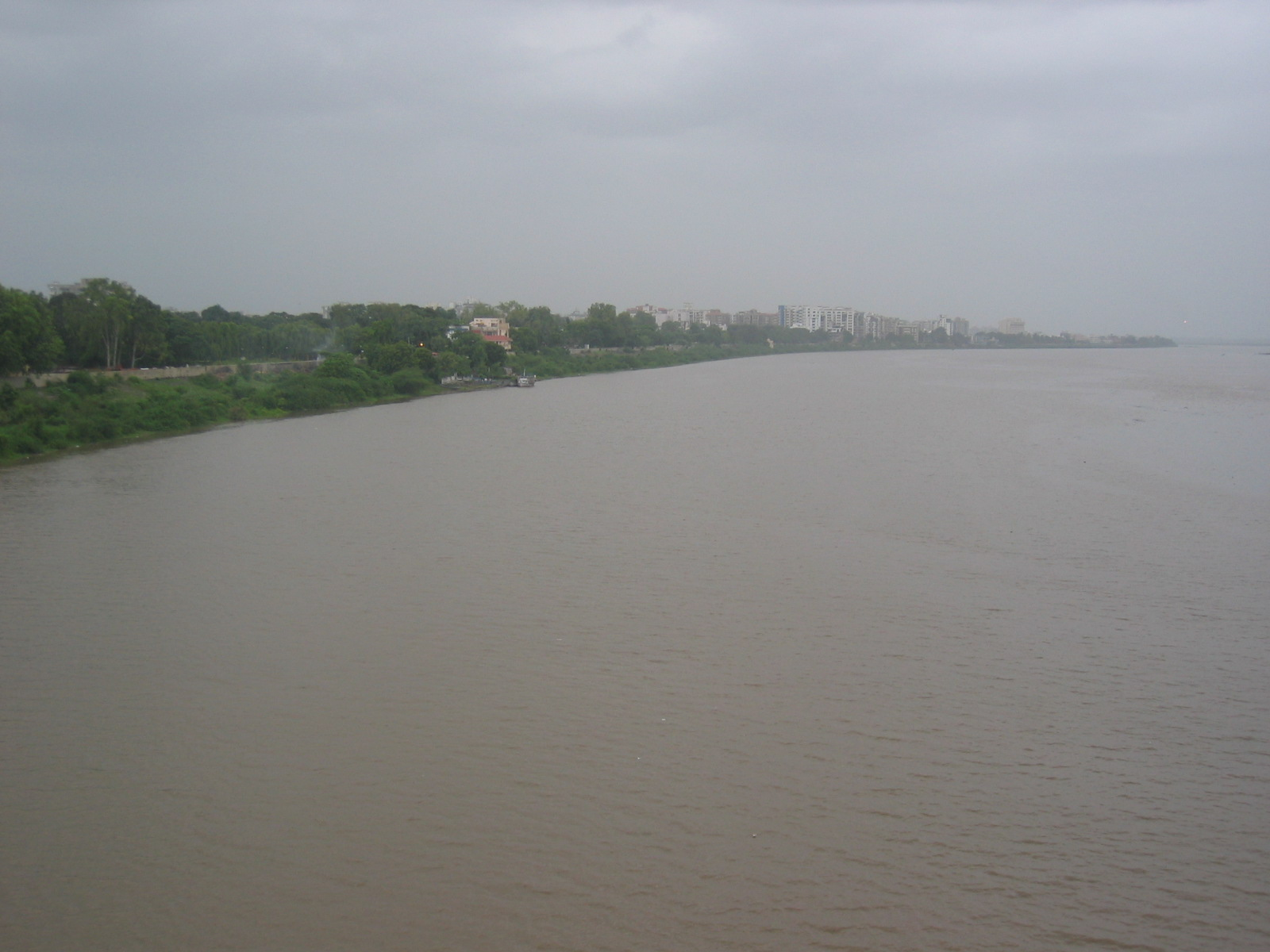
Tapi o Tapti
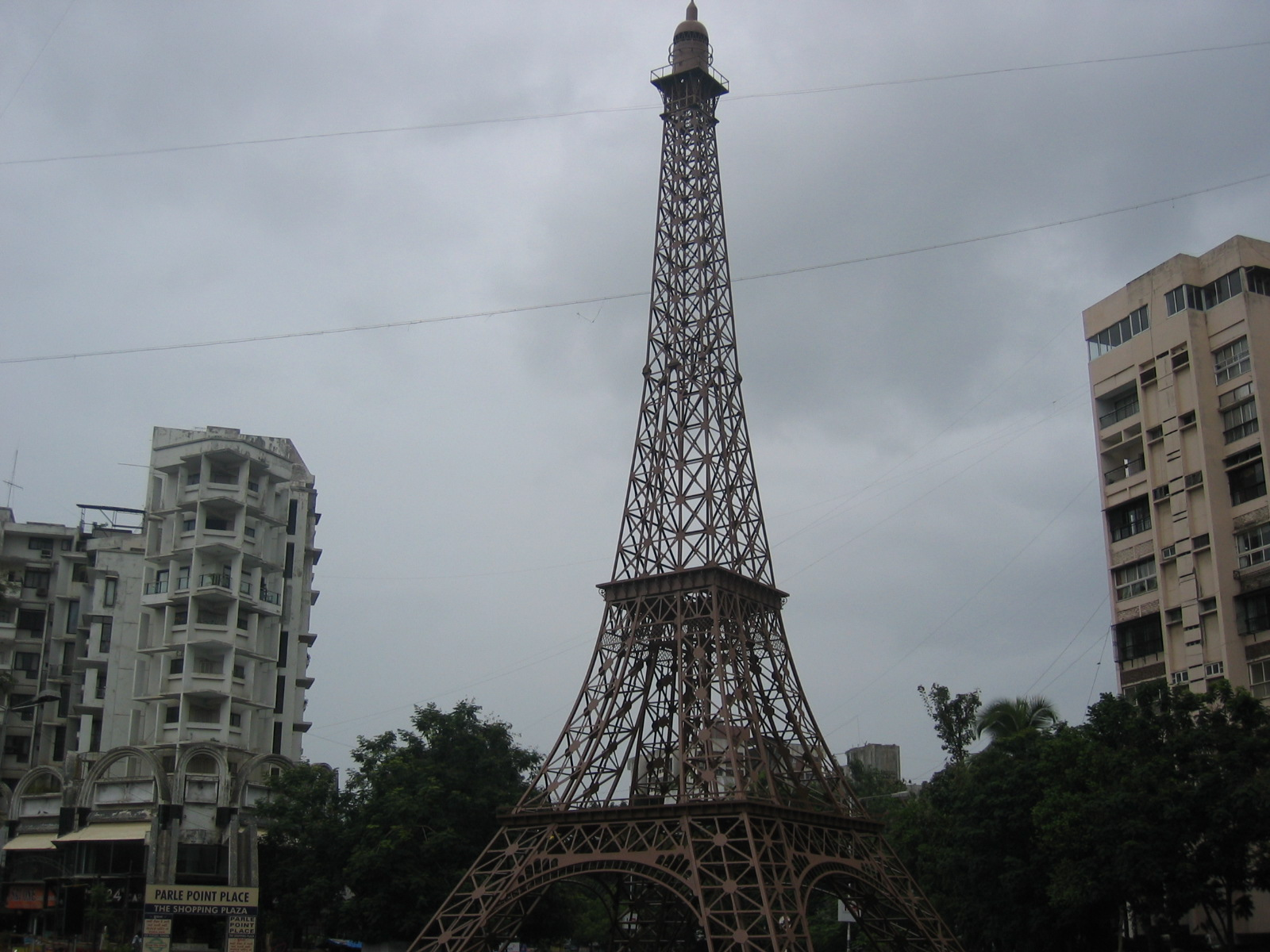
Replica de la Torre Eiffel